# Campionato mondiale di hockey su ghiaccio 1994

Slapy, la mascotte dei mondiali

La 58ª edizione del campionato del mondo di hockey su ghiaccio ha avuto luogo nel 1994 nelle seguenti località nelle date indicate:
Gruppo A: 25 aprile - 8 maggio a Bolzano, Canazei e Milano ( Italia)
Gruppo B: 7 aprile - 17 aprile a Copenaghen ( Danimarca)
Gruppo C1: 18 marzo - 27 marzo a Poprad e Spišská Nová Ves ( Slovacchia)
Gruppo C2: 13 marzo - 19 marzo a Barcellona ( Spagna)
In totale vi presero parte 36 nazionali, il maggior numero mai registrato fino ad allora. A queste vanno aggiunte le due nazionali eliminate nelle qualificazioni al gruppo C2.
Da questa edizione vennero introdotti dei cambiamenti nel gruppo C. Se nella precedente edizione c'era stato un unico gruppo C a 12 squadre, nell'anno olimpico si tornò ai due gruppi C1 e C2 come nel 1992. Si decise che del gruppo C1 avrebbero fatto parte le due nazionali retrocesse dal gruppo B, quelle classificate dal 2º al 5º posto nel precedente mondiale di gruppo C e - grazie ad una wild card - la neonata nazionale slovacca e la forte Bielorussia, che l'anno prima aveva mancato la qualificazione al gruppo C.
Nel gruppo C2 entrarono le ultime 6 classificate nel precedente mondiale di gruppo C e due qualificate. Alle qualificazioni al gruppo C2 ebbero accesso le squadre che avevano mancato la qualificazione al gruppo C nel 1993 (ad eccezione della Bielorussia).
Un piccolo cambiamento ci fu anche nei mondiali di gruppo A, a differenza che nel 1993, la lotta per non retrocedere ha riguardato soltanto le squadre ultime classificate nei due gironi.
Dopo 33 anni, il Canada vinse il suo 20º titolo mondiale. Dopo aver perso la finale olimpica ai rigori, vinse quella mondiale sempre ai rigori.
Il 18º campionato del mondo juniores U-20 ha invece avuto luogo nelle seguenti località nelle date indicate:
Gruppo A U20: 26 dicembre 1993 - 4 gennaio 1994 a Frýdek-Místek ( Rep. Ceca)
Gruppo B U20: 27 dicembre 1993 - 5 gennaio 1994 a Bucarest ( Romania)
Gruppo C U20: 30 dicembre 1993 - 3 gennaio 1994 a Odense e Esbjerg ( Danimarca)
Il torneo di qualificazione al gruppo C si tenne dal 1 fino al 7 novembre 1993 a Nitra e Nové Zámky ( Slovacchia).
In totale vi hanno preso parte 24 nazionali, più altre 4 eliminate alle qualificazioni. Grazie alla rinuncia della Corea del Nord a partecipare al gruppo C, vi presero parte due squadre provenienti dal torneo di qualificazione, invece di una. Campione del mondo U20 fu per la settima volta il Canada.
Il 1994 fu l'anno del terzo Campionato del mondo femminile. Il torneo si è tenuto tra l'11 e il 17 aprile a Lake Placid ( Stati Uniti). Come l'anno precedente vi presero parte 8 squadre: di diritto il paese ospitante, i campioni del mondo uscenti, un rappresentante dell'estremo oriente (proveniente dalle qualificazioni) e le 5 nazionali meglio classificate nel 1993. Anche qui vinse il Canada, per la terza volta.

## Campionato del mondo di hockey su ghiaccio maschile

### Campionato del mondo di hockey su ghiaccio maschile - Gruppo A (a Bolzano, Canazei e Milano, Italia)

#### Turno preliminare

##### Gruppo A
Gare giocate al Palaonda di Bolzano.
| 25 aprile 1994 | Bolzano | Italia   | - | Canada        |  | 1:4 (1:2,0:1,0:1)  |
| 25 aprile 1994 | Bolzano | Germania | - | Austria       |  | 2:2 (0:1,0:0,2:1)  |
|                |         |          |   |               |  |                    |
| 26 aprile 1994 | Bolzano | Russia   | - | Gran Bretagna |  | 12:3 (6:1,2:0,4:2) |
| 26 aprile 1994 | Bolzano | Canada   | - | Austria       |  | 6:1 (3:0,0:0,3:1)  |
|                |         |          |   |               |  |                    |
| 27 aprile 1994 | Bolzano | Germania | - | Gran Bretagna |  | 4:0 (1:0,2:0,1:0)  |
| 27 aprile 1994 | Bolzano | Italia   | - | Russia        |  | 0:7 (0:3,0:2,0:2)  |
|                |         |          |   |               |  |                    |
| 28 aprile 1994 | Bolzano | Canada   | - | Germania      |  | 3:2 (1:1,2:0,0:1)  |
|                |         |          |   |               |  |                    |
| 29 aprile 1994 | Bolzano | Russia   | - | Austria       |  | 4:1 (1:0,1:1,2:0)  |
| 29 aprile 1994 | Bolzano | Italia   | - | Gran Bretagna |  | 10:2 (4:0,5:1,1:1) |
|                |         |          |   |               |  |                    |
| 30 aprile 1994 | Bolzano | Russia   | - | Germania      |  | 6:0 (3:0,3:0,0:0)  |
| 30 aprile 1994 | Bolzano | Canada   | - | Gran Bretagna |  | 8:2 (4:1,4:0,0:1)  |
|                |         |          |   |               |  |                    |
| 1º maggio 1994 | Bolzano | Italia   | - | Austria       |  | 3:1 (1:1,1:0,1:0)  |
|                |         |          |   |               |  |                    |
| 2 maggio 1994  | Bolzano | Italia   | - | Germania      |  | 3:1 (2:0,0:0,1:1)  |
| 2 maggio 1994  | Bolzano | Canada   | - | Russia        |  | 3:1 (0:1,0:0,3:0)  |
|                |         |          |   |               |  |                    |
| 3 maggio 1994  | Bolzano | Austria  | - | Gran Bretagna |  | 10:0 (3:0,4:0,3:0) |

Classifica finale
|   | Squadra       | PG | V | N | P | Reti  | DR  | Pt.   |
| - | ------------- | -- | - | - | - | ----- | --- | ----- |
| 1 | Canada        | 5  | 5 | 0 | 0 | 24: 7 | +17 | 10: 0 |
| 2 | Russia        | 5  | 4 | 0 | 1 | 30: 7 | +23 | 8: 2  |
| 3 | Italia        | 5  | 3 | 0 | 2 | 17:15 | + 2 | 6: 4  |
| 4 | Austria       | 5  | 1 | 1 | 3 | 15:15 | 0   | 3: 7  |
| 5 | Germania      | 5  | 1 | 1 | 3 | 9:14  | - 5 | 3: 7  |
| 6 | Gran Bretagna | 5  | 0 | 0 | 5 | 7:44  | -37 | 0:10  |

##### Gruppo B
Gare giocate allo Stadio del Ghiaccio "Gianmario Scola" di Alba di Canazei.
| 25 aprile 1994 | Canazei | Svezia          | - | Norvegia        |  | 3:3 (1:0,2:2,0:1) |
| 25 aprile 1994 | Canazei | Finlandia       | - | Repubblica Ceca |  | 4:4 (1:0,1:3,2:1) |
| 25 aprile 1994 | Canazei | USA             | - | Francia         |  | 5:1 (2:1,1:0,2:0) |
|                |         |                 |   |                 |  |                   |
| 26 aprile 1994 | Canazei | Repubblica Ceca | - | Francia         |  | 5:2 (1:1,2:1,2:0) |
|                |         |                 |   |                 |  |                   |
| 27 aprile 1994 | Canazei | USA             | - | Norvegia        |  | 7:2 (0:2,4:0,3:0) |
| 27 aprile 1994 | Canazei | Svezia          | - | Finlandia       |  | 3:5 (1:1,0:1,2:3) |
|                |         |                 |   |                 |  |                   |
| 28 aprile 1994 | Canazei | Repubblica Ceca | - | USA             |  | 3:5 (1:3,1:0,1:2) |
| 28 aprile 1994 | Canazei | Svezia          | - | Francia         |  | 6:0 (2:0,1:0,3:0) |
|                |         |                 |   |                 |  |                   |
| 29 aprile 1994 | Canazei | Finlandia       | - | Norvegia        |  | 5:1 (1:1,3:0,1:0) |
|                |         |                 |   |                 |  |                   |
| 30 aprile 1994 | Canazei | Finlandia       | - | Francia         |  | 8:1 (0:0,6:0,2:1) |
| 30 aprile 1994 | Canazei | Repubblica Ceca | - | Norvegia        |  | 2:2 (0:0,1:1,1:1) |
| 30 aprile 1994 | Canazei | Svezia          | - | USA             |  | 6:2 (0:1,5:0,1:1) |
|                |         |                 |   |                 |  |                   |
| 2 maggio 1994  | Canazei | Norvegia        | - | Francia         |  | 1:4 (1:1,0:1,0:2) |
| 2 maggio 1994  | Canazei | Finlandia       | - | USA             |  | 7:2 (3:1,3:0,1:1) |
| 2 maggio 1994  | Canazei | Svezia          | - | Repubblica Ceca |  | 4:1 (2:1,2:0,0:0) |

Classifica finale
|   | Squadra         | PG | V | N | P | Reti  | DR  | Pt. |
| - | --------------- | -- | - | - | - | ----- | --- | --- |
| 1 | Finlandia       | 5  | 4 | 1 | 0 | 29:11 | +18 | 9:1 |
| 2 | Svezia          | 5  | 3 | 1 | 1 | 22:11 | +11 | 7:3 |
| 3 | USA             | 5  | 3 | 0 | 2 | 21:19 | + 2 | 6:4 |
| 4 | Repubblica Ceca | 5  | 1 | 2 | 2 | 15:17 | - 2 | 4:6 |
| 5 | Francia         | 5  | 1 | 0 | 4 | 8:25  | -17 | 2:8 |
| 6 | Norvegia        | 5  | 0 | 2 | 3 | 9:21  | -12 | 2:8 |

#### Play-out per non retrocedere
| 6 maggio 1994 | Bolzano | Norvegia | - | Gran Bretagna |  | 5:2 (2:0,0:2,3:0) |

#### Play off
Gare giocate al Mediolanum Forum di Assago Milano.
| Quarti di finale          |        |           |   |                 |  |                                |
| 5 maggio 1994             | Milano | Russia    | - | USA             |  | 1:3 (0:1,0:2,1:0)              |
| 5 maggio 1994             | Milano | Italia    | - | Svezia          |  | 2:7 (0:1,0:4,2:2)              |
| 5 maggio 1994             | Milano | Canada    | - | Repubblica Ceca |  | 3:2 (1:1,1:1,1:0)              |
| 5 maggio 1994             | Milano | Finlandia | - | Austria         |  | 10:0 (1:0,4:0,5:0)             |
|                           |        |           |   |                 |  |                                |
| Semifinale                |        |           |   |                 |  |                                |
| 7 maggio 1994             | Milano | Finlandia | - | USA             |  | 8:0 (6:0,2:0,0:0)              |
| 7 maggio 1994             | Milano | Canada    | - | Svezia          |  | 6:0 (1:0,2:0,3:0)              |
|                           |        |           |   |                 |  |                                |
| Finale per il terzo posto |        |           |   |                 |  |                                |
| 8 maggio 1994             | Milano | Svezia    | - | USA             |  | 7:2 (1:0,2:1,4:1)              |
|                           |        |           |   |                 |  |                                |
| Finale                    |        |           |   |                 |  |                                |
| 8 maggio 1994             | Milano | Canada    | - | Finlandia       |  | 2:1 d.r. (0:0,0:0,1:1,0:0,1:0) |

#### Classifica finale del campionato del mondo
|    | Squadra         |
| -- | --------------- |
| 1  | Canada          |
| 2  | Finlandia       |
| 3  | Svezia          |
| 4  | USA             |
| 5  | Russia          |
| 6  | Italia          |
| 7  | Repubblica Ceca |
| 8  | Austria         |
| 9  | Germania        |
| 10 | Francia         |
| 11 | Norvegia        |
| 12 | Gran Bretagna   |

#### Titolo, promossi e retrocessi
Campione del mondo di hockey su ghiaccio 1994

 Canada
| Retrocesso | Gran Bretagna |
| Promosso   | Svizzera      |

### Campionato del mondo di hockey su ghiaccio maschile - Gruppo B (a Copenaghen, Danimarca)

#### Partite
| 7 aprile 1994  | Copenaghen | Svizzera    | - | Cina        |  | 20:1 (4:0,10:0,6:1) |
| 7 aprile 1994  | Copenaghen | Danimarca   | - | Paesi Bassi |  | 5:3 (2:1,0:1,3:1)   |
| 7 aprile 1994  | Copenaghen | Lettonia    | - | Romania     |  | 12:0 (3:0,6:0,3:0)  |
| 7 aprile 1994  | Copenaghen | Polonia     | - | Giappone    |  | 6:1 (1:0,3:1,2:0)   |
|                |            |             |   |             |  |                     |
| 8 aprile 1994  | Copenaghen | Lettonia    | - | Cina        |  | 22:0 (8:0,7:0,7:0)  |
| 8 aprile 1994  | Copenaghen | Polonia     | - | Paesi Bassi |  | 6:4 (2:0,1:2,3:2)   |
| 8 aprile 1994  | Copenaghen | Svizzera    | - | Giappone    |  | 10:3 (1:1,3:2,6:0)  |
|                |            |             |   |             |  |                     |
| 9 aprile 1994  | Copenaghen | Danimarca   | - | Romania     |  | 4:2 (2:1,1:1,1:0)   |
|                |            |             |   |             |  |                     |
| 10 aprile 1994 | Copenaghen | Paesi Bassi | - | Cina        |  | 8:3 (2:0,3:2,3:1)   |
| 10 aprile 1994 | Copenaghen | Danimarca   | - | Polonia     |  | 2:5 (1:0,1:4,0:1)   |
| 10 aprile 1994 | Copenaghen | Lettonia    | - | Giappone    |  | 9:3 (4:0,2:1,3:2)   |
| 10 aprile 1994 | Copenaghen | Svizzera    | - | Romania     |  | 5:0 (3:0,0:0,2:0)   |
|                |            |             |   |             |  |                     |
| 11 aprile 1994 | Copenaghen | Svizzera    | - | Paesi Bassi |  | 10:0 (3:0,3:0,4:0)  |
|                |            |             |   |             |  |                     |
| 12 aprile 1994 | Copenaghen | Danimarca   | - | Cina        |  | 12:2 (4:0,4:0,4:2)  |
| 12 aprile 1994 | Copenaghen | Lettonia    | - | Polonia     |  | 7:0 (0:0,2:0,5:0)   |
| 12 aprile 1994 | Copenaghen | Giappone    | - | Romania     |  | 7:4 (4:3,2:0,1:1)   |
|                |            |             |   |             |  |                     |
| 13 aprile 1994 | Copenaghen | Danimarca   | - | Svizzera    |  | 1:2 (1:0,0:2,0:0)   |
| 13 aprile 1994 | Copenaghen | Polonia     | - | Romania     |  | 10:2 (3:0,3:1,4:1)  |
|                |            |             |   |             |  |                     |
| 14 aprile 1994 | Copenaghen | Giappone    | - | Cina        |  | 14:2 (5:0,5:1,4:1)  |
| 14 aprile 1994 | Copenaghen | Lettonia    | - | Paesi Bassi |  | 4:2 (0:0,1:0,3:2)   |
|                |            |             |   |             |  |                     |
| 15 aprile 1994 | Copenaghen | Romania     | - | Cina        |  | 7:1 (4:1,1:0,2:0)   |
| 15 aprile 1994 | Copenaghen | Danimarca   | - | Lettonia    |  | 2:6 (1:2,0:3,1:1)   |
| 15 aprile 1994 | Copenaghen | Svizzera    | - | Polonia     |  | 3:3 (1:2,1:1,1:0)   |
|                |            |             |   |             |  |                     |
| 16 aprile 1994 | Copenaghen | Giappone    | - | Paesi Bassi |  | 2:2 (2:1,0:0,0:1)   |
|                |            |             |   |             |  |                     |
| 17 aprile 1994 | Copenaghen | Polonia     | - | Cina        |  | 15:2 (2:1,8:0,5:1)  |
| 17 aprile 1994 | Copenaghen | Danimarca   | - | Giappone    |  | 5:7 (2:0,1:4,2:3)   |
| 17 aprile 1994 | Copenaghen | Svizzera    | - | Lettonia    |  | 2:1 (1:1,1:0,0:0)   |
| 17 aprile 1994 | Copenaghen | Paesi Bassi | - | Romania     |  | 4:3 (1:1,1:2,2:0)   |

#### Classifica finale
|   | Squadra     | PG | V | N | P | Reti  | DR  | Pt.   |
| - | ----------- | -- | - | - | - | ----- | --- | ----- |
| 1 | Svizzera    | 7  | 6 | 1 | 0 | 52: 9 | +43 | 13: 1 |
| 2 | Lettonia    | 7  | 6 | 0 | 1 | 61: 9 | +52 | 12: 2 |
| 3 | Polonia     | 7  | 5 | 1 | 1 | 45:21 | +24 | 11: 3 |
| 4 | Giappone    | 7  | 3 | 1 | 3 | 37:38 | - 1 | 7: 7  |
| 5 | Danimarca   | 7  | 3 | 0 | 4 | 31:27 | + 4 | 6: 8  |
| 6 | Paesi Bassi | 7  | 2 | 1 | 4 | 23:33 | -10 | 5: 9  |
| 7 | Romania     | 7  | 1 | 0 | 6 | 18:43 | -25 | 2:12  |
| 8 | Cina        | 7  | 0 | 0 | 7 | 11:98 | -87 | 0:14  |

#### Promozione e retrocessioni
| Campione del mondo gruppo B 1994: | Svizzera      |
| Promossa nel gruppo A:            | Svizzera      |
| Retrocessa dal gruppo A:          | Gran Bretagna |
| Retrocessa in gruppo C:           | Cina          |
| Promossa dal gruppo C:            | Slovacchia    |

### Campionato del mondo di hockey su ghiaccio maschile - Gruppo C1 (a Poprad e Spišská Nová Ves, Slovacchia)

#### Partite
| 18 marzo 1994 | Poprad           | Slovacchia  | - | Bulgaria    |  | 20:0 (4:0,7:0,9:0)  |
| 18 marzo 1994 | Poprad           | Ucraina     | - | Bielorussia |  | 2:4 (1:0,1:2,0:2)   |
| 18 marzo 1994 | Spišská Nová Ves | Slovenia    | - | Ungheria    |  | 8:2 (4:0,2:0,2:2)   |
|               |                  |             |   |             |  |                     |
| 19 marzo 1994 | Poprad           | Bielorussia | - | Bulgaria    |  | 13:1 (6:0,3:0,4:1)  |
| 19 marzo 1994 | Poprad           | Kazakistan  | - | Ungheria    |  | 14:5 (5:1,4:0,5:4)  |
| 19 marzo 1994 | Spišská Nová Ves | Slovacchia  | - | Slovenia    |  | 9:0 (7:0,0:0,2:0)   |
|               |                  |             |   |             |  |                     |
| 21 marzo 1994 | Poprad           | Bielorussia | - | Slovenia    |  | 6:3 (1:0,1:1,4:2)   |
| 21 marzo 1994 | Spišská Nová Ves | Ucraina     | - | Ungheria    |  | 8:0 (3:0,2:0,3:0)   |
| 21 marzo 1994 | Spišská Nová Ves | Slovacchia  | - | Kazakistan  |  | 0:0 (0:0,0:0,0:0)   |
|               |                  |             |   |             |  |                     |
| 22 marzo 1994 | Poprad           | Kazakistan  | - | Bielorussia |  | 3:6 (0:2,1:3,2:1)   |
| 22 marzo 1994 | Spišská Nová Ves | Ungheria    | - | Bulgaria    |  | 7:2 (0:0,3:2,4:0)   |
| 22 marzo 1994 | Spišská Nová Ves | Slovacchia  | - | Ucraina     |  | 2:2 (0:1,1:1,1:0)   |
|               |                  |             |   |             |  |                     |
| 24 marzo 1994 | Spišská Nová Ves | Slovenia    | - | Bulgaria    |  | 13:0 (8:0,2:0,3:0)  |
| 24 marzo 1994 | Spišská Nová Ves | Ucraina     | - | Kazakistan  |  | 0:0 (0:0,0:0,0:0)   |
| 24 marzo 1994 | Poprad           | Slovacchia  | - | Ungheria    |  | 10:0 (4:0,3:0,3:0)  |
|               |                  |             |   |             |  |                     |
| 25 marzo 1994 | Poprad           | Kazakistan  | - | Bulgaria    |  | 31:0 (9:0,8:0,14:0) |
| 25 marzo 1994 | Poprad           | Bielorussia | - | Ungheria    |  | 5:0 (2:0,1:0,2:0)   |
| 25 marzo 1994 | Spišská Nová Ves | Ucraina     | - | Slovenia    |  | 6:1 (2:0,3:0,1:1)   |
|               |                  |             |   |             |  |                     |
| 27 marzo 1994 | Spišská Nová Ves | Ucraina     | - | Bulgaria    |  | 31:0 (6:0,7:0,18:0) |
| 27 marzo 1994 | Poprad           | Slovacchia  | - | Bielorussia |  | 2:1 (1:0,1:0,0:1)   |
| 27 marzo 1994 | Poprad           | Kazakistan  | - | Slovenia    |  | 4:1 (1:0,1:1,2:0)   |

#### Classifica finale
|   | Squadra        | PG       | V        | N        | P        | Reti     | DR       | Pt.      |
| - | -------------- | -------- | -------- | -------- | -------- | -------- | -------- | -------- |
| 1 | Slovacchia     | 6        | 4        | 2        | 0        | 43: 3    | + 40     | 10: 2    |
| 2 | Bielorussia    | 6        | 5        | 0        | 1        | 35:11    | + 24     | 10: 2    |
| 3 | Ucraina        | 6        | 3        | 2        | 1        | 49: 7    | + 42     | 8: 4     |
| 4 | Kazakistan     | 6        | 3        | 2        | 1        | 52:12    | + 40     | 8: 4     |
| 5 | Slovenia       | 6        | 2        | 0        | 4        | 26:27    | - 1      | 4: 8     |
| 6 | Ungheria       | 6        | 1        | 0        | 5        | 14:47    | - 33     | 2:10     |
| 7 | Bulgaria       | 6        | 0        | 0        | 6        | 3:115    | -112     | 0:12     |
| 8 | Corea del Nord | rinuncia | rinuncia | rinuncia | rinuncia | rinuncia | rinuncia | rinuncia |

#### Promozioni e retrocessioni
| Campione del mondo gruppo C1 1994: | Slovacchia                                           |
| Promossa al gruppo B:              | Slovacchia                                           |
| Retrocessa dal gruppo B:           | China                                                |
| Retrocessa al gruppo C2:           | Corea del Nord                                       |
| Promosse al gruppo C1:             | Estonia, Jugoslavia (per la revoca del boicottaggio) |

### Qualificazione al campionato del mondo di hockey su ghiaccio maschile - Gruppo C2

#### Incontri
| 7 novembre 1993  | Tallinn    | Estonia  | - | Lituania |  | 8:3 (3:0,2:1,3:2)    |
| 20 novembre 1993 | Elektrėnai | Lituania | - | Estonia  |  | 1:8 (1:1,0:2,0:5)    |
|                  |            |          |   |          |  |                      |
| 19 novembre 1993 | Zagabria   | Croazia  | - | Turchia  |  | 34:1 (10:0,15:1,9:0) |
| 20 novembre 1993 | Zagabria   | Croazia  | - | Turchia  |  | 24:0 (9:0,8:0,7:0)   |

| Qualificate al gruppo C2: | Estonia, Croazia |

### Campionato del mondo di hockey su ghiaccio maschile - Gruppo C2 (a Barcellona, Spagna)

#### Girone preliminare

##### Gruppo A
| 13 marzo 1994 | Barcellona | Croazia   | - | Australia |  | 3:2 (2:1,0:0,1:1)  |
| 13 marzo 1994 | Barcellona | Spagna    | - | Israele   |  | 17:2 (5:0,7:0,5:2) |
|               |            |           |   |           |  |                    |
| 15 marzo 1994 | Barcellona | Australia | - | Israele   |  | 5:4 (1:3,2:0,2:1)  |
| 15 marzo 1994 | Barcellona | Spagna    | - | Croazia   |  | 9:2 (4:0,5:2,0:0)  |
|               |            |           |   |           |  |                    |
| 16 marzo 1994 | Barcellona | Croazia   | - | Israele   |  | 2:0 (0:0,2:0,0:0)  |
| 16 marzo 1994 | Barcellona | Spagna    | - | Australia |  | 2:1 (1:1,0:0,1:0)  |

Classifica finale
|   | Squadra   | PG | V | N | P | Reti  | DR  | Pt. |
| - | --------- | -- | - | - | - | ----- | --- | --- |
| 1 | Spagna    | 3  | 3 | 0 | 0 | 28: 5 | +23 | 6:0 |
| 2 | Croazia   | 3  | 2 | 0 | 1 | 7:11  | - 4 | 4:2 |
| 3 | Australia | 3  | 1 | 0 | 2 | 8: 9  | - 1 | 2:4 |
| 4 | Israele   | 3  | 0 | 0 | 3 | 6:24  | -18 | 0:6 |

##### Gruppo B
| 13 marzo 1994 | Barcellona | Corea del Sud | - | Sudafrica     |  | 6:2 (1:1,2:1,3:0)   |
| 13 marzo 1994 | Barcellona | Estonia       | - | Belgio        |  | 12:0 (5:0,5:0,2:0)  |
|               |            |               |   |               |  |                     |
| 15 marzo 1994 | Barcellona | Belgio        | - | Sudafrica     |  | 13:1 (5:0,6:0,2:1)  |
| 15 marzo 1994 | Barcellona | Estonia       | - | Corea del Sud |  | 10:0 (3:0,3:0,4:0)  |
|               |            |               |   |               |  |                     |
| 16 marzo 1994 | Barcellona | Corea del Sud | - | Belgio        |  | 3:2 (0:1,3:0,0:1)   |
| 16 marzo 1994 | Barcellona | Estonia       | - | Sudafrica     |  | 27:1 (11:0,8:0,8:1) |

Classifica finale
|   | Squadra       | PG | V | N | P | Reti  | DR  | Pt. |
| - | ------------- | -- | - | - | - | ----- | --- | --- |
| 1 | Estonia       | 3  | 3 | 0 | 0 | 49: 1 | +48 | 6:0 |
| 2 | Corea del Sud | 3  | 2 | 0 | 1 | 9:14  | - 5 | 4:2 |
| 3 | Belgio        | 3  | 1 | 0 | 2 | 15:16 | - 1 | 2:4 |
| 4 | Sudafrica     | 3  | 0 | 0 | 3 | 4:46  | -42 | 0:6 |

#### Girone per il 5º posto
(venivano conteggiati anche gli scontri diretti nel girone preliminare)
| 18 marzo 1994 | Barcellona | Australia | - | Sudafrica |  | 9:2 (4:0,3:1,2:1) |
| 18 marzo 1994 | Barcellona | Belgio    | - | Israele   |  | 5:2 (2:1,1:0,2:1) |
|               |            |           |   |           |  |                   |
| 19 marzo 1994 | Barcellona | Israele   | - | Sudafrica |  | 7:2 (2:1,4:0,1:1) |
| 19 marzo 1994 | Barcellona | Belgio    | - | Australia |  | 5:3 (1:1,3:2,1:0) |

Classifica finale
|   | Squadra   | PG | V | N | P | Reti  | DR  | Pt. |
| - | --------- | -- | - | - | - | ----- | --- | --- |
| 1 | Belgio    | 3  | 3 | 0 | 0 | 23: 6 | +17 | 6:0 |
| 2 | Australia | 3  | 2 | 0 | 1 | 17:11 | + 6 | 4:2 |
| 3 | Israele   | 3  | 1 | 0 | 2 | 13:12 | + 1 | 2:4 |
| 4 | Sudafrica | 3  | 0 | 0 | 3 | 5:29  | -24 | 0:6 |

#### Girone finale per il 1º posto
(venivano conteggiati anche gli scontri diretti nel girone preliminare)
| 18 marzo 1994 | Barcellona | Estonia       | - | Croazia       |  | 8:0 (1:0,4:0,3:0) |
| 18 marzo 1994 | Barcellona | Spagna        | - | Corea del Sud |  | 2:2 (0:0,1:2,1:0) |
|               |            |               |   |               |  |                   |
| 19 marzo 1994 | Barcellona | Corea del Sud | - | Croazia       |  | 2:1 (0:0,2:1,0:0) |
| 19 marzo 1994 | Barcellona | Spagna        | - | Estonia       |  | 0:9 (0:2,0:5,0:2) |

Classifica finale
|   | Squadra       | PG | V | N | P | Reti  | DR  | Pt. |
| - | ------------- | -- | - | - | - | ----- | --- | --- |
| 1 | Estonia       | 3  | 3 | 0 | 0 | 27: 0 | +27 | 6:0 |
| 2 | Spagna        | 3  | 1 | 1 | 1 | 11:13 | - 2 | 3:3 |
| 3 | Corea del Sud | 3  | 1 | 1 | 1 | 4:13  | - 9 | 3:3 |
| 4 | Croazia       | 3  | 0 | 0 | 3 | 3:19  | -16 | 0:6 |

#### Classifica finale del campionato del mondo di gruppo C2
|   | Squadra       |
| - | ------------- |
| 1 | Estonia       |
| 2 | Spagna        |
| 3 | Corea del Sud |
| 4 | Croazia       |
| 5 | Belgio        |
| 6 | Australia     |
| 7 | Israele       |
| 8 | Sudafrica     |

#### Promozioni e retrocessioni
| Campione del mondo gruppo C2 1994: | Estonia        |
| Promossa nel gruppo C1:            | Estonia        |
| Retrocessa dal gruppo C1:          | Corea del Nord |

## Campionato del mondo di hockey su ghiaccio femminile

### Qualificazioni asiatiche al campionato del mondo di hockey su ghiaccio femminile (a Obihiro no Mori, Giappone)
| 11 marzo 1994 | Obihiro no Mori | Giappone | - | Cina |  | 2:6 (0:2,1:1,1:3) |
| 12 marzo 1994 | Obihiro no Mori | Giappone | - | Cina |  | 1:7 (1:4,0:0,0:3) |

| Qualificata al mondiale femminile: | Cina |

### Campionato del mondo di hockey su ghiaccio femminile - Gruppo A (a Lake Placid, USA)

#### Girone preliminare
| Partite     | CAN  | CHN | SWE | NOR  | Reti  | Pt. |
| ----------- | ---- | --- | --- | ---- | ----- | --- |
| 1. Canada   |      | 7:1 | 8:2 | 12:0 | 27: 3 | 6:0 |
| 2. Cile     | 1:7  |     | 4:4 | 8:1  | 13:12 | 3:3 |
| 3. Svezia   | 2:8  | 4:4 |     | 3:1  | 9:13  | 3:3 |
| 4. Norvegia | 0:12 | 1:8 | 1:3 |      | 2:23  | 0:6 |

| Partite        | USA  | FIN  | SUI  | GER  | Reti  | Pt. |
| -------------- | ---- | ---- | ---- | ---- | ----- | --- |
| 1. Stati Uniti |      | 2:1  | 6:0  | 16:0 | 24: 1 | 6:0 |
| 2. Finlandia   | 1:2  |      | 13:0 | 17:1 | 31: 3 | 4:2 |
| 3. Svizzera    | 0:6  | 0:13 |      | 2:1  | 2:20  | 2:4 |
| 4. Germania    | 0:16 | 1:17 | 1:2  |      | 2:36  | 0:6 |

#### Girone per il quinto posto
| 1º turno                |             |          |   |          |  |                   |
| 16 aprile 1994          | Lake Placid | Svezia   | - | Germania |  | 7:1 (0:0,4:1,3:0) |
| 16 aprile 1994          | Lake Placid | Svizzera | - | Norvegia |  | 4:7 (2:2,0:1,2:4) |
|                         |             |          |   |          |  |                   |
| Partita per il 7º posto |             |          |   |          |  |                   |
| 17 aprile 1994          | Lake Placid | Svizzera | - | Germania |  | 4:3 (2:2,2:1,0:0) |
|                         |             |          |   |          |  |                   |
| Partita per il 5º posto |             |          |   |          |  |                   |
| 17 aprile 1994          | Lake Placid | Svezia   | - | Norvegia |  | 6:3 (2:0,0:2,4:1) |

#### Play off
| Semifinali         |             |           |   |           |  |                    |
| 15 aprile 1994     | Lake Placid | USA       | - | Cina      |  | 15:4 (7:0,2:2,5:1) |
| 15 aprile 1994     | Lake Placid | Canada    | - | Finlandia |  | 4:1 (1:1,2:0,1:0)  |
|                    |             |           |   |           |  |                    |
| Finale 3º/4º posto |             |           |   |           |  |                    |
| 17 aprile 1994     | Lake Placid | Finlandia | - | Cina      |  | 8:1 (5:0,1:0,4:1)  |
|                    |             |           |   |           |  |                    |
| Finale             |             |           |   |           |  |                    |
| 17 aprile 1994     | Lake Placid | USA       | - | Canada    |  | 3:6 (1:0,1:3,1:3)  |

#### Classifica finale del campionato del mondo femminile
|   | Squadra   |
| - | --------- |
| 1 | Canada    |
| 2 | USA       |
| 3 | Finlandia |
| 4 | Cina      |
| 5 | Svezia    |
| 6 | Norvegia  |
| 7 | Svizzera  |
| 8 | Germania  |

Campione del mondo 1994

 Canada

## Campionato del mondo di hockey su ghiaccio giovanile maschile U-20

### Campionato del mondo di hockey su ghiaccio giovanile maschile U-20 di gruppo A (a Frydek-Mistek, Repubblica Ceca)

#### Partite e classifica finale
| Squadre        | CAN | SWE | RUS | FIN | CZE | USA | GER | SUI | Reti  | Pt.   |
| -------------- | --- | --- | --- | --- | --- | --- | --- | --- | ----- | ----- |
| 1. Canada      |     | 6:4 | 3:3 | 6:3 | 6:4 | 8:3 | 5:2 | 5:1 | 39:20 | 13: 1 |
| 2. Svezia      | 4:6 |     | 3:0 | 6:2 | 6:4 | 6:1 | 4:1 | 6:2 | 35:16 | 12: 2 |
| 3. Russia      | 3:3 | 0:3 |     | 5:4 | 5:1 | 4:3 | 1:0 | 5:3 | 23:17 | 11: 3 |
| 4. Finlandia   | 3:6 | 2:6 | 4:5 |     | 7:3 | 5:2 | 2:0 | 4:2 | 27:24 | 8: 6  |
| 5. Rep. Ceca   | 4:6 | 4:6 | 1:5 | 3:7 |     | 7:3 | 6:2 | 6:0 | 31:29 | 6: 8  |
| 6. Stati Uniti | 3:8 | 1:6 | 3:4 | 2:5 | 3:7 |     | 7:2 | 1:1 | 20:33 | 3:11  |
| 7. Germania    | 2:5 | 1:4 | 0:1 | 0:2 | 2:6 | 2:7 |     | 3:1 | 10:26 | 2:12  |
| 8. Svizzera    | 1:5 | 2:6 | 3:5 | 2:4 | 0:6 | 1:1 | 1:3 |     | 10:30 | 1:13  |

#### Titolo, promossi e retrocessi
Campione del mondo giovanile (U-20) 1994

 Canada
| Retrocessa: | Svizzera |
| Promossa:   | Ucraina  |

### Campionato del mondo di hockey su ghiaccio giovanile maschile U-20 di gruppo B (a Bucarest, Romania)

#### Partite e classifica finale
| Squadre     | UKR | NOR | FRA | POL | ITA | AUT | JPN | ROM | Reti  | Pt.   |
| ----------- | --- | --- | --- | --- | --- | --- | --- | --- | ----- | ----- |
| 1. Ucraina  |     | 4:3 | 5:1 | 7:0 | 2:1 | 5:2 | 3:0 | 9:3 | 35:10 | 14: 0 |
| 2. Norvegia | 3:4 |     | 6:2 | 4:1 | 3:2 | 6:2 | 3:1 | 3:3 | 28:15 | 11: 3 |
| 3. Francia  | 1:5 | 2:6 |     | 1:3 | 5:2 | 4:4 | 3:1 | 7:2 | 23:23 | 7: 7  |
| 4. Polonia  | 0:7 | 1:4 | 3:1 |     | 3:0 | 2:4 | 5:4 | 1:6 | 15:26 | 6: 8  |
| 5. Italia   | 1:2 | 2:3 | 2:5 | 0:3 |     | 3:3 | 7:5 | 5:1 | 20:22 | 5: 9  |
| 6. Austria  | 2:5 | 2:6 | 4:4 | 4:2 | 3:3 |     | 3:4 | 3:3 | 21:27 | 5: 9  |
| 7. Giappone | 0:3 | 1:3 | 1:3 | 4:5 | 5:7 | 4:3 |     | 4:3 | 19:27 | 4:10  |
| 8. Romania  | 3:9 | 3:3 | 2:7 | 6:1 | 1:5 | 3:3 | 3:4 |     | 21:32 | 4:10  |

#### Promossi e retrocessi
| Campione del mondo giovanile di gruppo B (U-20) 1994: | Ucraina    |
| Promossa al gruppo A:                                 | Ucraina    |
| Retrocessa dal gruppo A:                              | Svizzera   |
| Retrocessa al gruppo C:                               | Romania    |
| Promossa dal gruppo C:                                | Slovacchia |

### Qualificazione al campionato del mondo di hockey su ghiaccio giovanile maschile U-20 di gruppo C (a Nitra und Nové Zámky, Slovacchia)

#### Turno preliminare
| Squadra        | LAT  | BLR | SLO | EST  | Reti  | Pt. |
| -------------- | ---- | --- | --- | ---- | ----- | --- |
| 1. Lettonia    |      | 2:1 | 9:1 | 13:1 | 25: 3 | 6:0 |
| 2. Bielorussia | 1:2  |     | 6:0 | 6:1  | 13: 3 | 4:2 |
| 3. Slovenia    | 1:9  | 0:6 |     | 5:1  | 6:16  | 2:4 |
| 4. Estonia     | 1:13 | 1:6 | 1:5 |      | 3:24  | 0:6 |

| Squadra       | SVK  | KAZ  | CRO  | Tore | Pkt. |
| ------------- | ---- | ---- | ---- | ---- | ---- |
| 1. Slovacchia |      | 6:4  | 15:0 | 21:4 | 4:0  |
| 2. Kazakistan | 4:6  |      | 12:1 | 16:7 | 2:2  |
| 3. Croazia    | 0:15 | 1:12 |      | 1:27 | 0:4  |

#### Girone finale
| Teams          | LAT   | SVK   | KAZ   | BLR   | Tore  | Pkt. |
| -------------- | ----- | ----- | ----- | ----- | ----- | ---- |
| 1. Lettonia    |       | 4:3   | 2:3   | (2:1) | 8: 7  | 4:2  |
| 2. Slovacchia  | 3:4   |       | (6:4) | 7:2   | 16:10 | 4:2  |
| 3. Kazakistan  | 3:2   | (4:6) |       | 2:2   | 9:10  | 3:3  |
| 4. Bielorussia | (1:2) | 2:7   | 2:2   |       | 5:11  | 1:5  |

| Qualificate al mondiale giovanile di gruppo C: | Lettonia, Slovacchia |

### Campionato del mondo di hockey su ghiaccio giovanile maschile U-20 di gruppo C (a Esbjerg e Odense, Danimarca)

#### Girone preliminare
| Squadra        | LAT  | GBR  | NED  | BUL  | Tore  | Pkt. |
| -------------- | ---- | ---- | ---- | ---- | ----- | ---- |
| 1. Lettonia    |      | 16:2 | 14:0 | 25:1 | 55: 3 | 6:0  |
| 2. Regno Unito | 2:16 |      | 6:1  | 8:5  | 16:22 | 4:2  |
| 3. Paesi Bassi | 0:14 | 1:6  |      | 5:2  | 6:22  | 2:4  |
| 4. Bulgaria    | 1:25 | 5:8  | 2:5  |      | 8:38  | 0:6  |

| Squadra       | SVK  | DAN  | HUN  | ESP  | Tore  | Pkt. |
| ------------- | ---- | ---- | ---- | ---- | ----- | ---- |
| 1. Slovacchia |      | 22:0 | 12:1 | 15:0 | 49:1  | 6:0  |
| 2. Danimarca  | 0:22 |      | 5:4  | 4:0  | 9:26  | 4:2  |
| 3. Ungheria   | 1:12 | 4:5  |      | 10:0 | 15:17 | 2:4  |
| 4. Spagna     | 0:15 | 0:4  | 0:10 |      | 0:29  | 0:6  |

#### Finale e partite per i piazzamenti
| Gara per il 7º posto |         |            |   |               |  |                    |
| 3 gennaio 1994       | Esbjerg | Spagna     | - | Bulgaria      |  | 7:2 (3:2,2:0,2:0)  |
|                      |         |            |   |               |  |                    |
| Spiel um Platz 5     |         |            |   |               |  |                    |
| 3 gennaio 1994       | Esbjerg | Ungheria   | - | Paesi Bassi   |  | 11:1 (1:1,7:0,3:0) |
|                      |         |            |   |               |  |                    |
| Spiel um Platz 3     |         |            |   |               |  |                    |
| 3 gennaio 1994       | Esbjerg | Danimarca  | - | Gran Bretagna |  | 6:5 (2:2,4:1,0:2)  |
|                      |         |            |   |               |  |                    |
| Finale               |         |            |   |               |  |                    |
| 3 gennaio 1994       | Esbjerg | Slovacchia | - | Lettonia      |  | 6:2 (0:0,3:0,3:2)  |

#### Classifica finale del campionato del mondo giovanile maschile di gruppo C (U-20)
|   | Squadra                   |
| - | ------------------------- |
| 1 | Slovacchia                |
| 2 | Lettonia                  |
| 3 | Danimarca                 |
| 4 | Gran Bretagna             |
| 5 | Ungheria                  |
| 6 | Paesi Bassi               |
| 7 | Spagna                    |
| 8 | Bulgaria                  |
| 9 | Corea del Nord (rinuncia) |

#### Promossi e retrocessi
| Campione del mondo giovanile di gruppo C 1994: | Slovacchia               |
| Promossa al gruppo B:                          | Slovacchia               |
| Retrocessa dal gruppo B:                       | Romania                  |
| Alle qualificazioni del gruppo C:              | Bulgaria, Corea del Nord |